# Собор святого Фоми (Ченнаї)
Собор святого Фоми (англ. St. Thomas Cathedral Basilica; також англ. San Thome Church; також англ. National Shrine of Saint Thomas) — католицька мала базиліка в Ченнаї (Мадрас), Індія. Є кафедральним собором архиєпархії Мадраса і Мелапора. Церков була побудована у XVI столітті португальськими дослідниками над гробницею святого Фоми, одного з дванадцяти апостолів Ісуса. У 1893 році португальська церква була перебудована британцями, та отримала статус собору. Архітектурно, собор був розроблений в неоготичному стилі, популярний серед британських архітекторів наприкінці XIX століття. Ця церква є однією з трьох відомих у світі церков, збудованих над гробницею одного з апостолів Ісуса, дві інші — Базиліка святого Петра у Ватикані та Собор святого Якова в Галісії, Іспанія.